# شهریار، گوی‌گول
شهریار (ترکی آذربایجانی: Şəhriyar؛ وارداشن (ارمنی: Վարդաշեն)؛ تا ۵ اکتبر ۱۹۹۹ میرزیک Mirzik) یک منطقه مسکونی در جمهوری آذربایجان است که در شهرستان گوی‌گول واقع شده است. این روستا پیش از خروج ارامنه از آذربایجان پس از شروع جنگ قره‌باغ، ارمنی‌نشین بود. شهریار ۱۱۱۴ نفر جمعیت دارد.